# Астросейсмологія
Астросейсмоло́гія (від грецькогоἀστήρ «зірка», σεισμός «землетрус» и -λογία «вчення»), також відома як зоряна сейсмологія — наука, яка вивчає внутрішню структуру пульсуючих зірок шляхом дослідження частотних спектрів їх пульсацій. 

## Загальний опис
Різні осциляційні моди проникають на різні глибини всередину зірки. З цих коливань можна витягти інформацію про неспостережувані іншими способами внутрішні шари зірок таким же чином, як сейсмологи досліджують надра Землі (і інших твердих планет) за допомогою осциляцій, що викликаються землетрусами.
Зоретруси, що вивчаються астросейсмологами, викликаються тепловою енергією, що перетворюється в кінетичну енергію коливань. Цей процес схожий на те, що відбувається в будь-який тепловій машині, в якій тепло поглинається в високотемпературній фазі циклу і виділяється, коли температура низька. 
Геліосейсмологія (сонячна сейсмологія) — це дисципліна, що вивчає коливання Сонця. Осциляції на Сонці порушуються конвекцією в його зовнішніх шарах. Спостереження коливань, подібних сонячним, на інших зірках є новою областю астросейсмології.
Астросейсмологія надає інструмент для дослідження внутрішньої структури зірок. Осциляційні частоти дають інформацію про профілі щільності в тих областях, де хвилі виникають і поширюються. Спектр дає інформацію про хімічний склад цих областей.
Хвилі в сонцеподібних зірках можуть бути розділені на три різних типи.
- Акустичні моди чи моди тиску (p)[2] порушуються внутрішніми флуктуаціями тиску всередині зірок; їх динаміка визначається локальною швидкістю звуку.
- Гравітаційні (g) моди (Не плутати з гравітаційними хвилями із ЗТВ) збуджуються спливанням більш легких і зануренням більш важких елементів газу,[3]
- Поверхнево-гравітаційні (f) моди на кшталт океанських хвиль, що поширюються уздовж зоряної поверхні.[4]

У надрах сонцеподібних зірок, таких як Альфа Центавра, p-моди виражені, тоді як g-моди в основному прив'язані до ядра конвективного зоною. Однак g-моди були відзначені в білих карликів.

## Космічні місії
Ряд діючих космічних місій включають астросейсмологічні дослідження як суттєву частину свого завдання.
- MOST — канадський супутник, запущений в 2003 році. Перший космічний апарат, що виконує астросейсмологічні завдання.
- COROT — супутник ЄКА (під керівництвом Франції), націлений на пошук екзопланет і астросейсмологію. Запущено в 2006 році.
- WIRE — супутник NASA, запущений в 1999 році. Не запрацювавши за своїм прямим призначенням (у зв'язку з аварійним википанням рідкого водню) інфрачервоний телескоп зараз використовується для астросейсмології.
- SOHO — спільний космічний апарат МКА і NASA. Був запущений в 1995 році для вивчення Сонця.
- Kepler — космічний апарат NASA, запущений в 2009 році. Основне завдання — пошук екзопланет, також буде виконувати астросейсмологічні дослідження.